# گایشورن
گایشورن (به لاتین: Geisshorn) یک کوه در سوئیس است که در کانتون وله واقع شده‌است. گایشورن ۳٬۷۴۰ متر بالاتر از سطح دریا واقع شده‌است.